# Dainichi-ji (Kōnan)

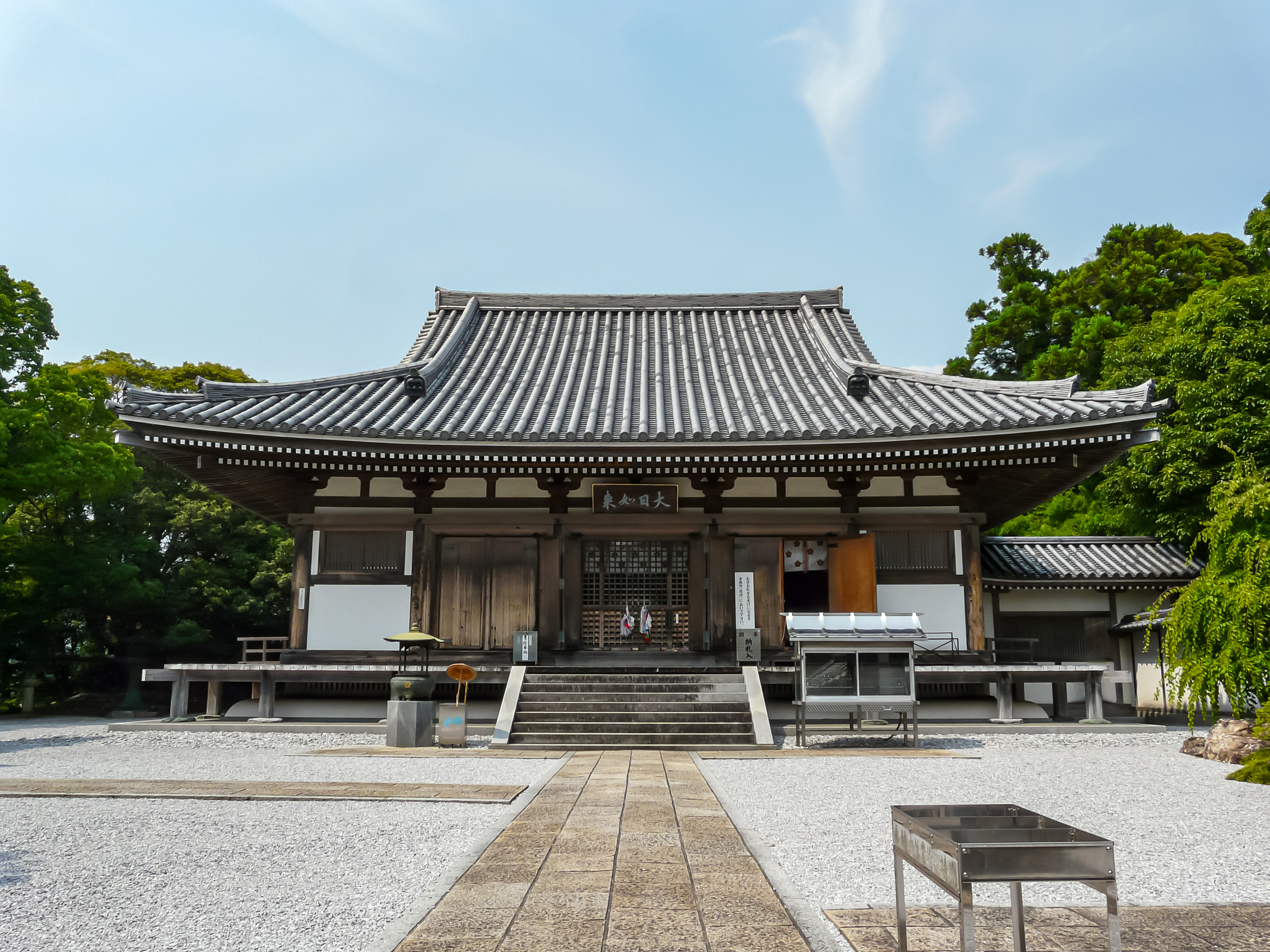
Haupthalle

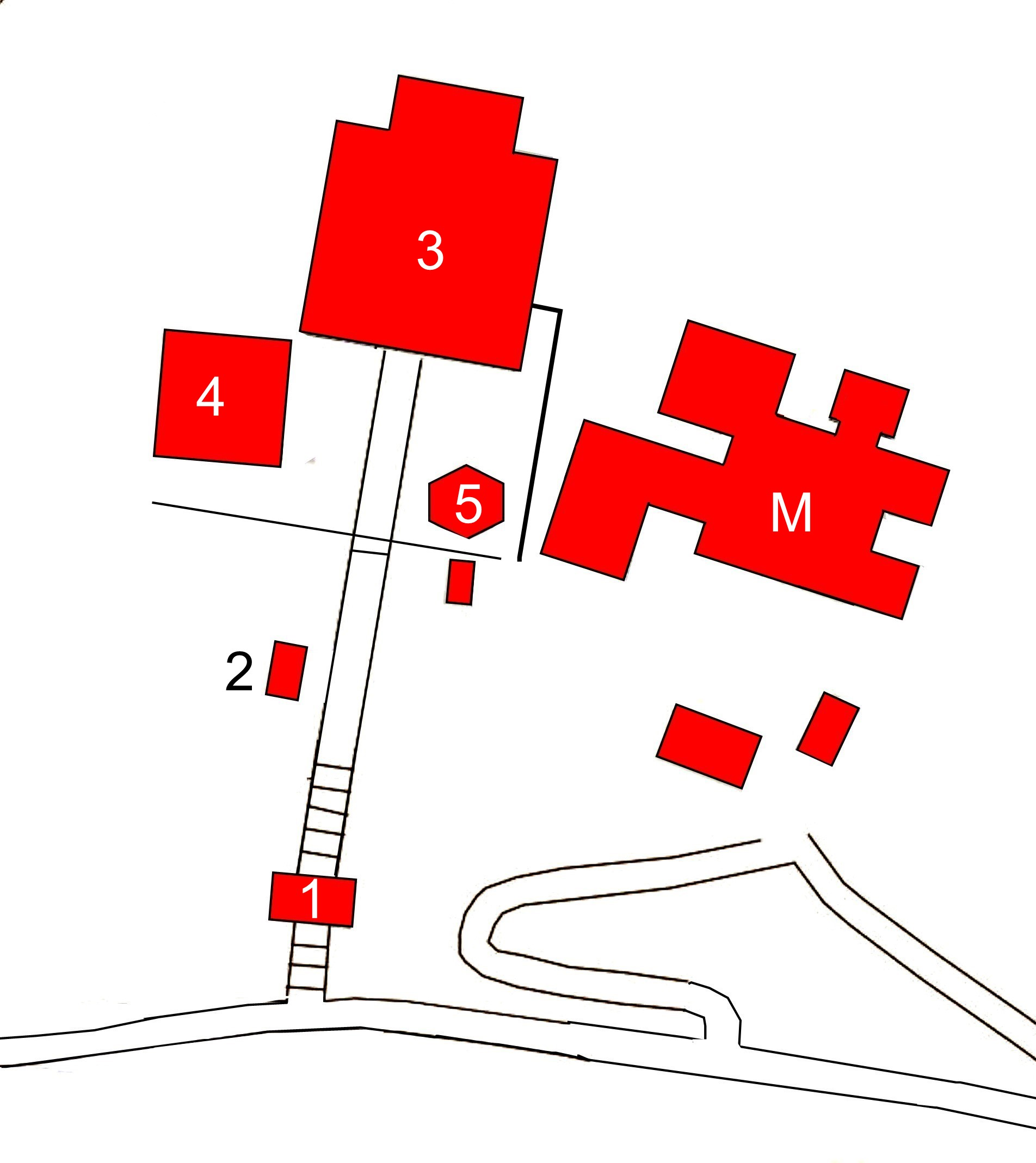
Plan des Tempels (s. Text)

Der Dainichi-ji (japanisch 大日寺), mit den Go Hōkaisan (法界山) und Kōshōin (高照院) in der Stadt Kōnan (Präfektur Kōchi), ist ein Tempel des Shingon-Buddhismus. In der traditionellen Zählung ist er der 28. Tempel des Shikoku-Pilgerwegs.

## Geschichte
Der Überlieferung nach hat Priester Gyōki den Tempel auf Wunsch des Kaisers Shōmu, der von 724 bis 749 regierte, angelegt und dafür eine Figur des Dainichi-Nyorai-Buddha angefertigt. Der Tempel verfiel später, bis Priester Kūkai auf seinem Pilgerweg im 6. Jahr Kōnin (815) hier vorbeikam und aus einem riesigen Kampferbaum mit seinen Fingernägeln den heilenden Buddha Yakushi Nyorai herauskratzte. Das war der Beginn des Wiederaufbaus.
Der Tempel, voll ausgebaut als „Sieben Gebäude Anlage“ (七堂伽藍, Shichdōgaran), blühte mit Untertempeln und Klausen, er wurde für die Fürsten von Tosa Gebetstempeln. Zu Beginn der  Meiji-Zeit litt der Tempel unter der Zurücksetzung des Buddhismus zu Gunsten des Shintoismus, er musste seine Arbeit einstellten. Glücklicherweise konnte die Haupthalle als „Dainichi-Halle“ (大日堂, Dainichidō) gerettet werden, was den Wiederaufbau des Tempels ab 1884 erleichterte.

## Anlage
Man steigt zum Tempel eine lange Steintreppe hoch, an deren Anfang das Tempeltor (山門, Sammon; 1) steht, das hier als „Achtfüßiges Tor“ ausgeführt ist. Im oberen Teil hat man den Glockenturm (鐘楼, Shōrō; 2) zur Linken und erreicht dann die Tempel-Ebene. Nach ein paar weiteren Stufen hat man die Haupthalle (本堂, Hondō; 3) vor sich. Da die in der Meiji-Zeit erbaute Halle baufällig wurde, wurde sie 1997 durch einen Neubau im Heian- bzw., Kamakura-Stil in traditioneller Bauweise ersetzt: man verwendete keinen einzigen Nagel. Zur Linken steht die Halle zur Verehrung des Tempelgründers, die Daishidō (大師堂; 4). Sie, die vom 2. Fürsten von Tosa, Yamanouchi Tadayoshi (山内忠義; 1592–1662), gestiftet worden war, wurde 1958 überholt. Rechts steht eine Sechseckhalle (六角堂, Rokkakudō; 5) für den Jizō Bosatsu, dahinter schließt sich, durch eine Mauer getrennt, das Mönchquartier (M) an.
Im Okuin (奥院) 150 m hinter der Haupthalle wird die Figur des Yakushi aufbewahrt, die Kūkai geschnitzt haben soll. In der Nähe sprudelt das Quellwasser, das zu den „Vierzig berühmten von Tosa“ (土佐の名水４０選; Tosa no meisui 40 sen) gehört.

## Schätze
Die Hauptkultfigur, ein sitzender Yakushi (木造大日如来坐像, Mokuzō Dainichi Nyorai zazō), stammt wohl aus der Fujiwara-Zeit. Er ist aus Holzstücken zusammengesetzt und ist mit einer Höhe von 146 cm ungewöhnlich groß. Die frühere Hauptkultfigur, eine Kannon (木造聖観音立像, Mokuzō Shō-Kannon ritsuzō), ist 172 cm groß. Sie wird ebenfalls der Fujiwara-Zeit zugerechnet. Sie wurde aus einem Stück Holz gefertigt und steht auf einem Lotus-Podest. In der linken Hand hält sie eine Lotusblüte. Beide Skulpturen sind als Wichtiges Kulturgut Japans registriert.

## Bilder

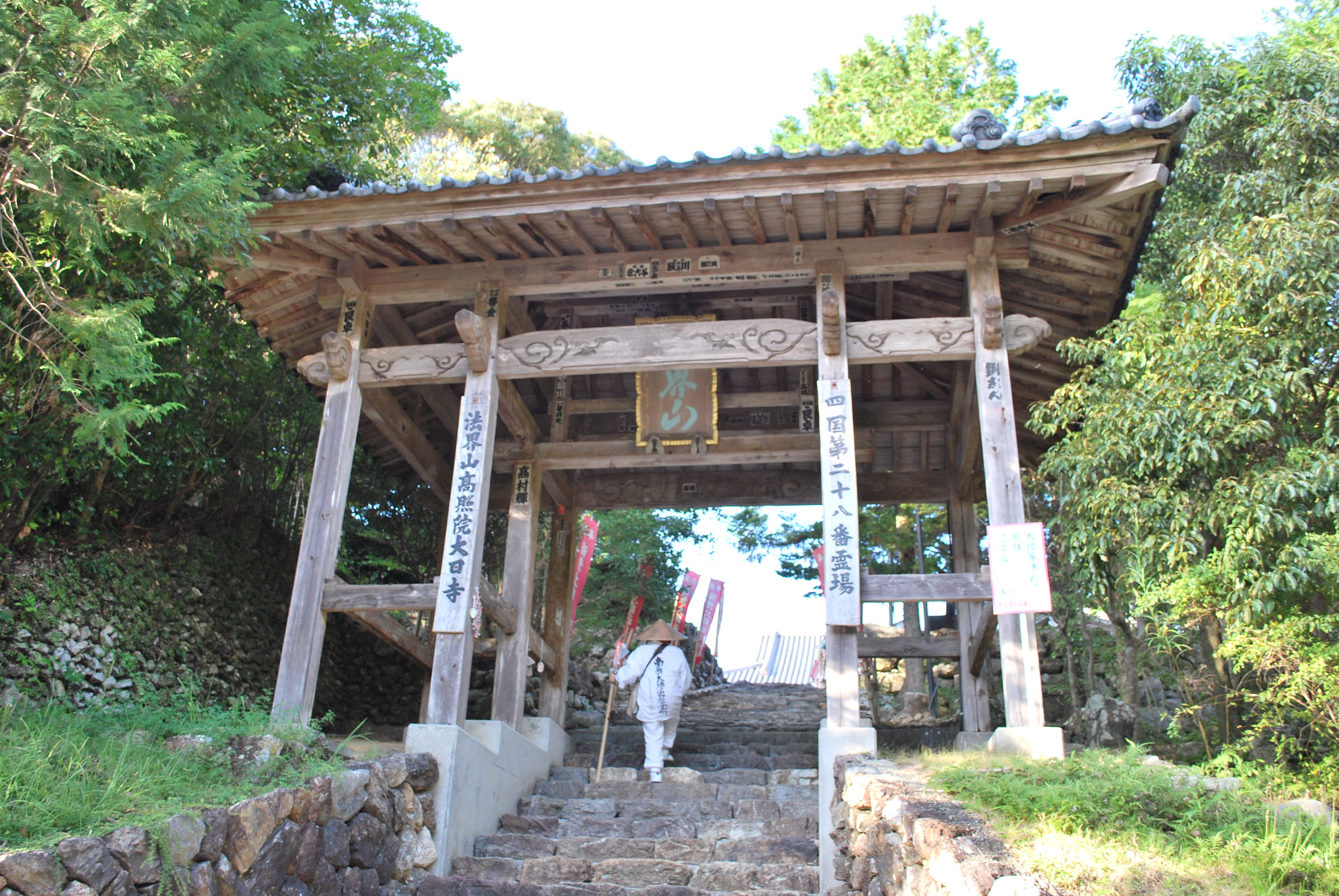
Tempeltor
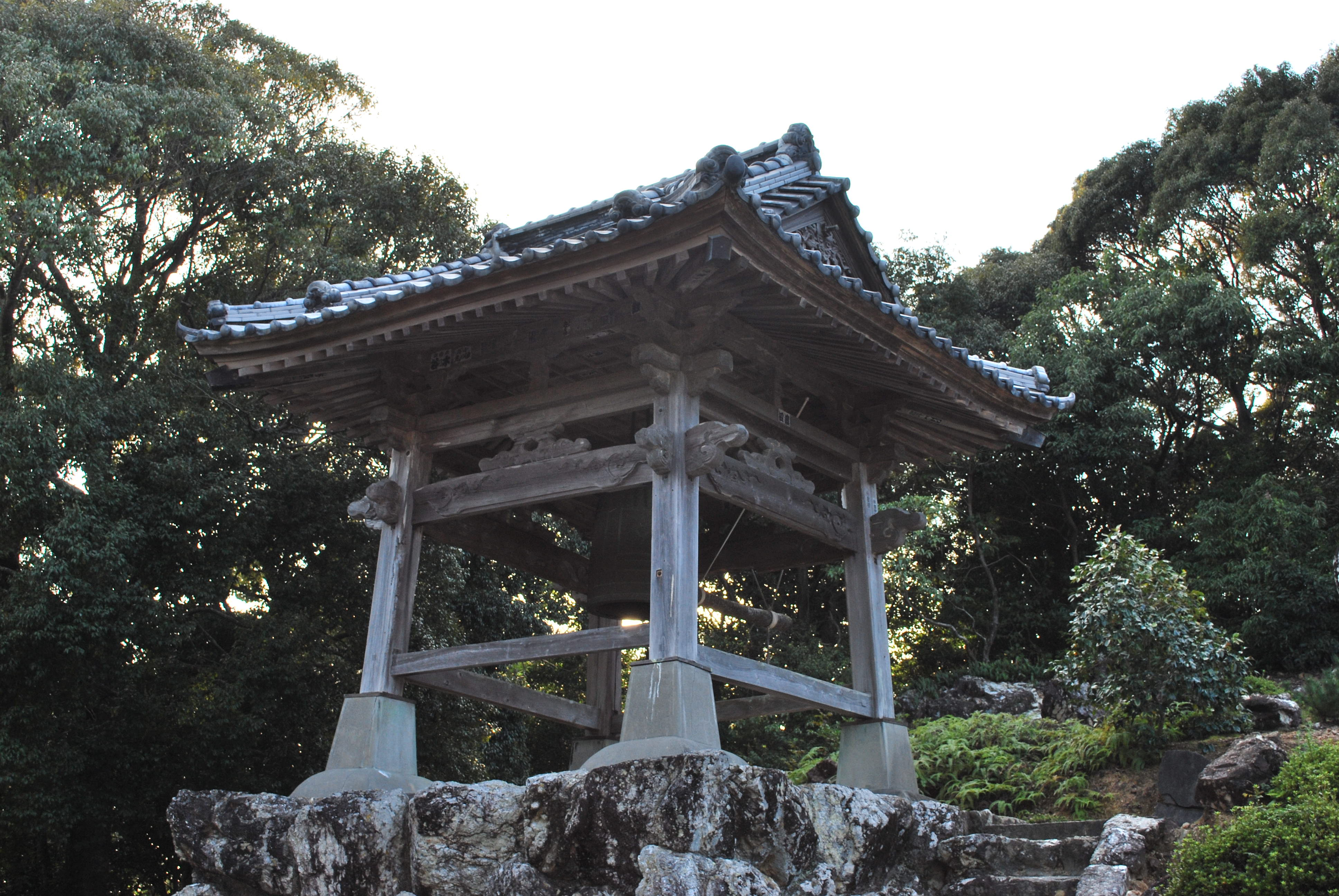
Glocke
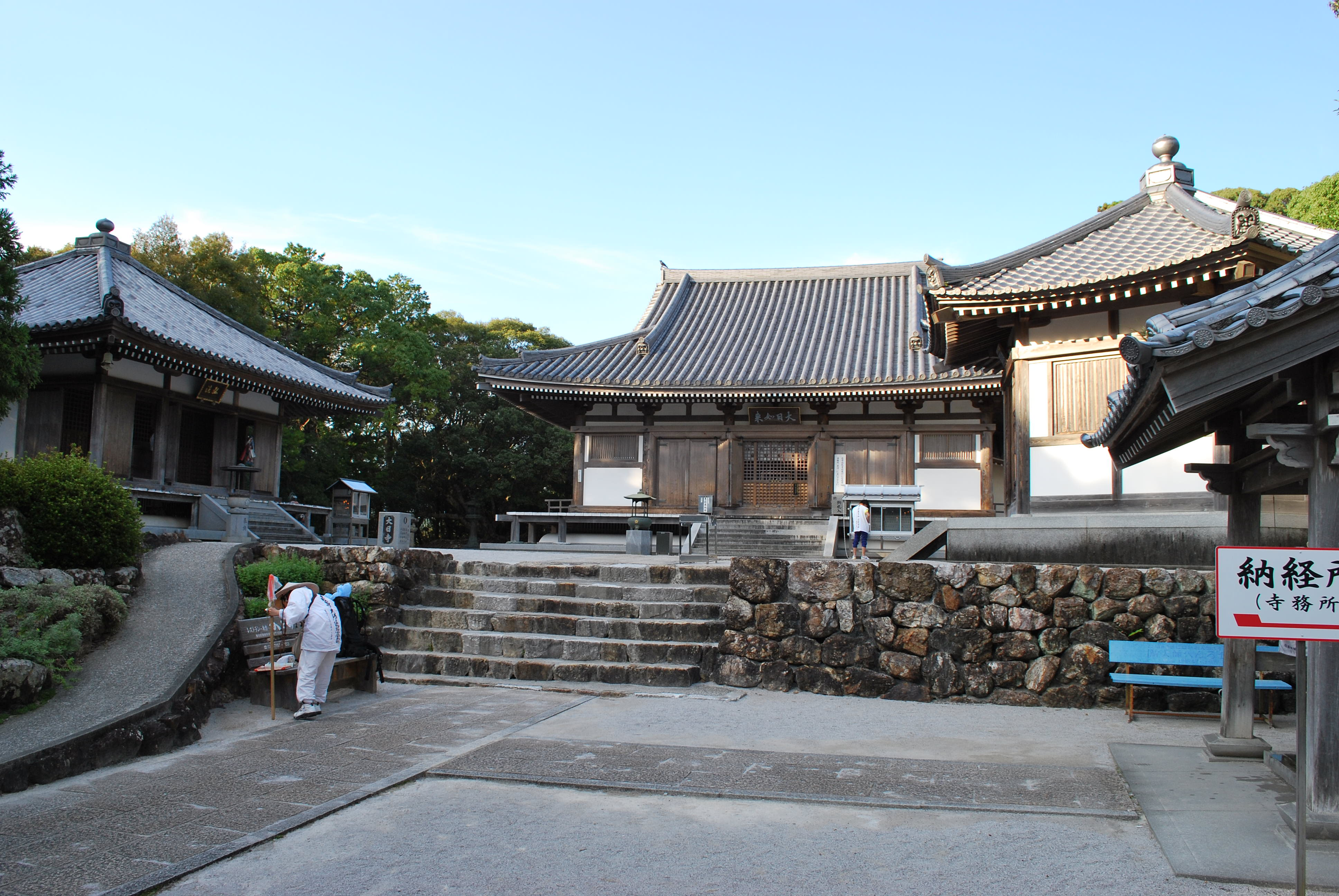
Auf dem Tempelgelände
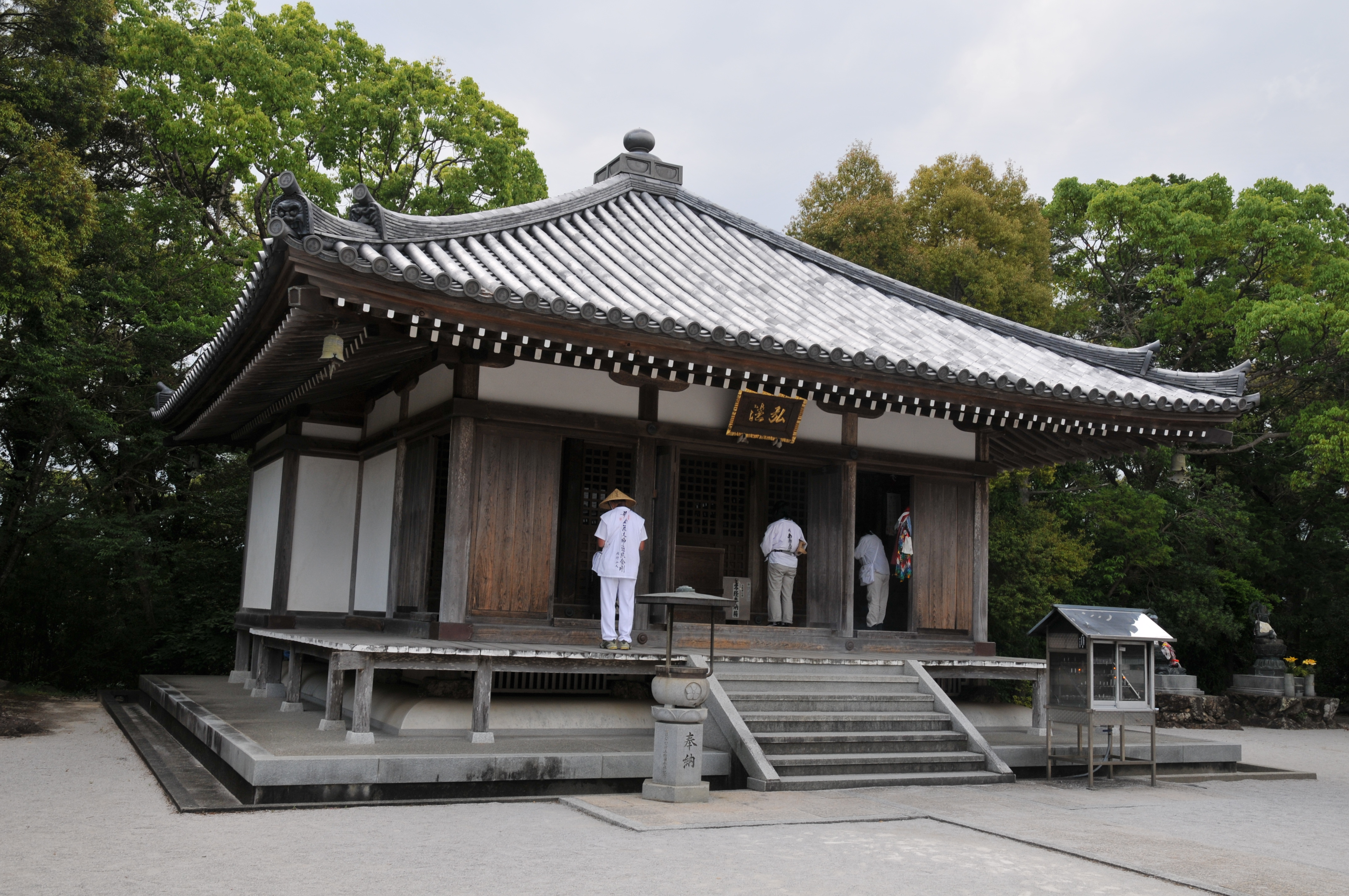
Daishidō
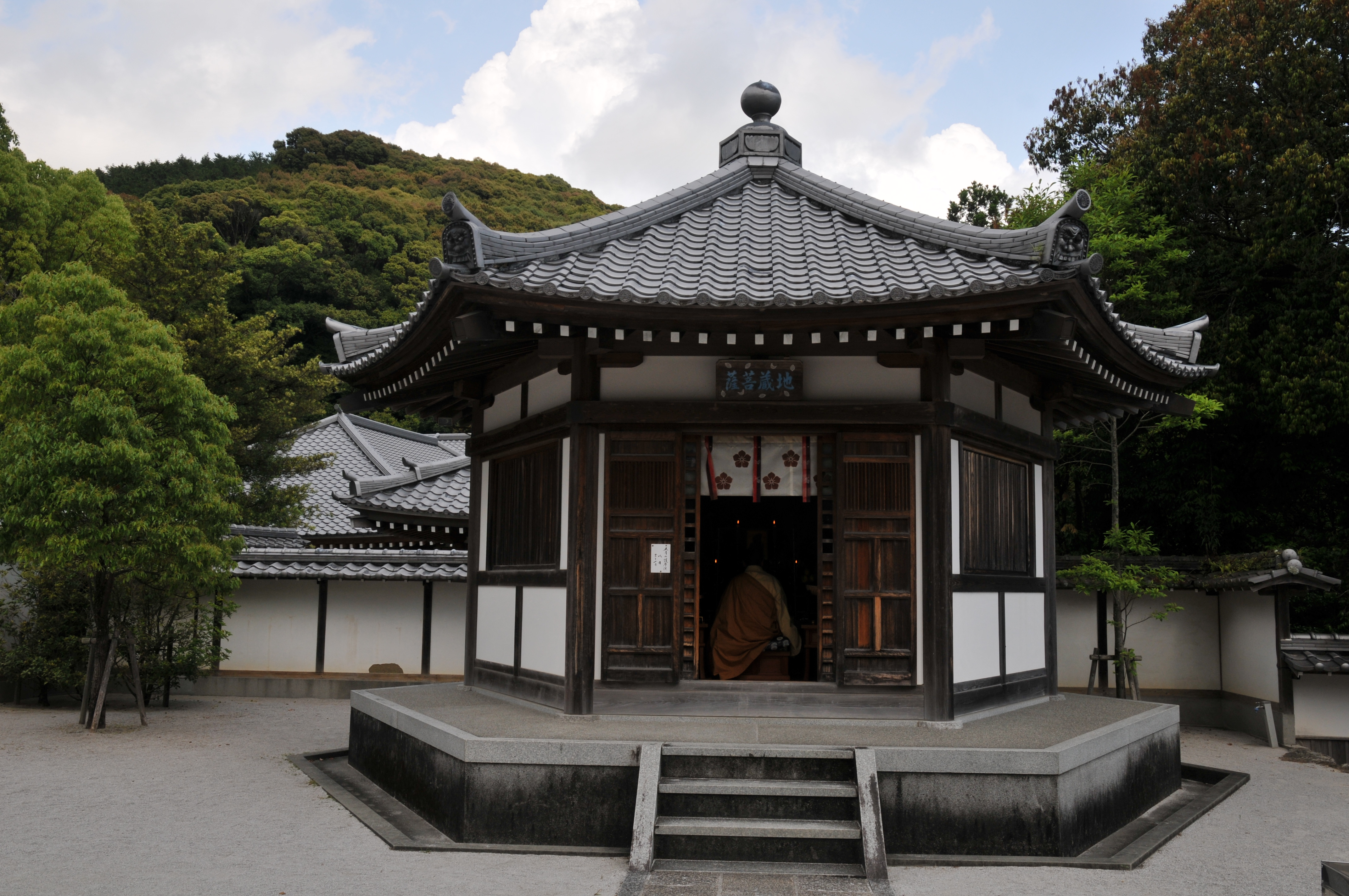
Sechseckhalle
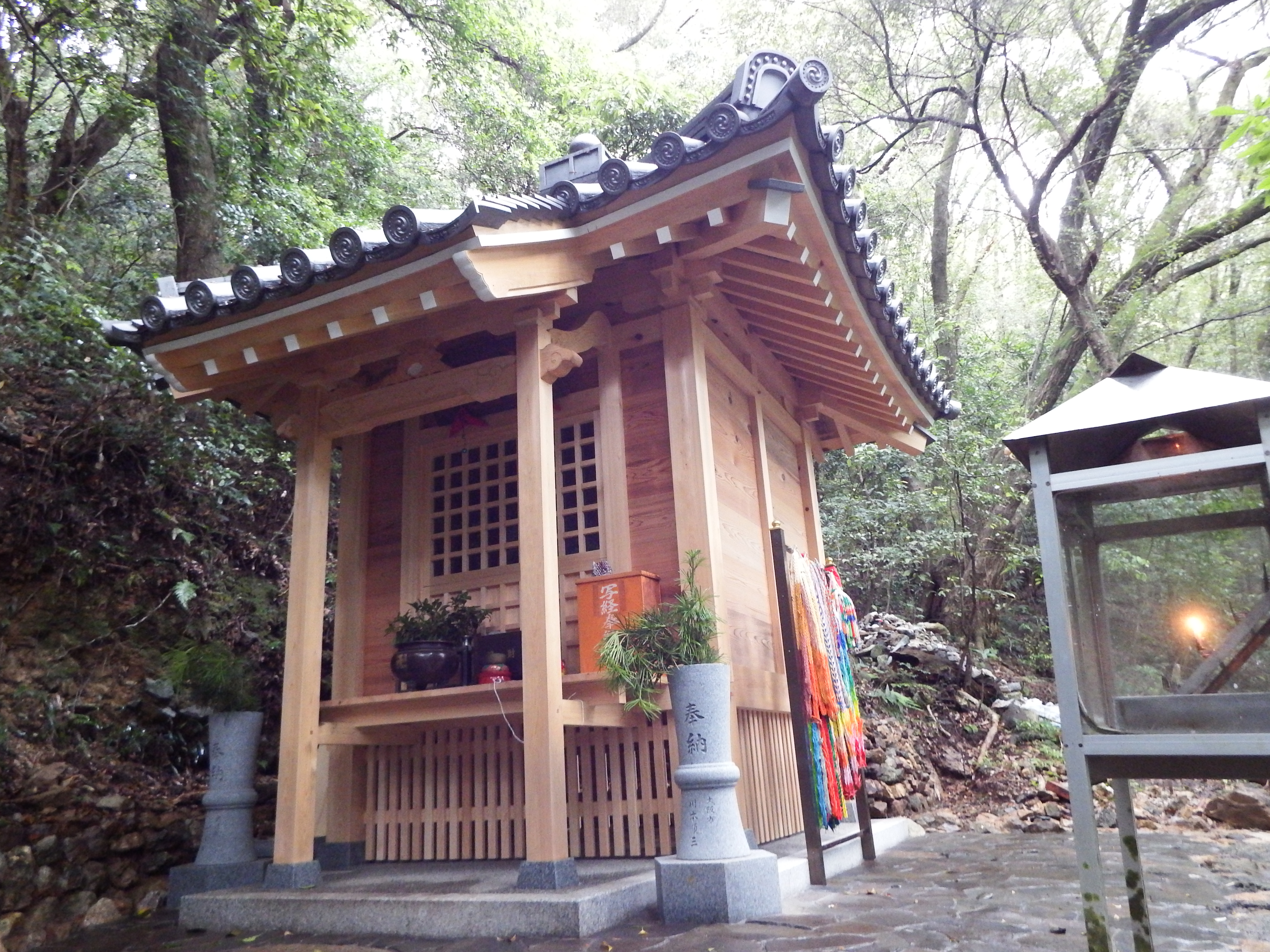
Okuin